# Gabriele Vagnato
Gabriele Vagnato (Asti, 8 febbraio 2001) è un comico, conduttore televisivo, influencer e tiktoker italiano.

## Biografia
Nasce ad Asti, in Piemonte. All’età di quattro anni si trasferisce con la famiglia a Catanzaro, in Calabria, dove cresce e sviluppa una forte passione per la comicità. Durante gli anni delle scuole superiori, inizia a creare contenuti per piattaforme come YouTube e TikTok, distinguendosi per il suo stile ironico e originale. Con il tempo, la sua popolarità cresce, portandolo a diventare uno dei creator comici più seguiti in Italia.
Nel novembre 2022 riceve l’INDA Award come “Best Entertainment Creator” durante gli Influence Day. Il mese successivo debutta come conduttore del programma Music Distraction su DeAKids. Nello stesso periodo entra a far parte del cast di Viva Rai2!, il morning show condotto da Rosario Fiorello, in cui ricopre il ruolo di inviato speciale.

## Programmi televisivi
- Love Mi (Italia 1, 2022-2023) conduttore
- LOL - Chi ride è fuori - Edizione Generazione LOL (Prime Video, 2022) co-conduttore
- Music Distraction (DeA Kids, 2022) conduttore
- Viva Rai2! (Rai 2, 2022-2024) inviato
- Festa degli Italiani - GMG 2023 (TV2000, 2023)
- TIM Summer Hits (Rai 1, 2024) inviato
- Playlist - Tutto ciò che è musica (Rai 2, 2024- in corso) conduttore
- Red Carpet - Vip al tappeto (Prime Video, 2025) concorrente
- Fatti Sentire Festival 2025 (Rai 2, 2025) conduttore

## Filmografia
- So Wine So Food – L'uomo delle stelle - serie TV (2022)
- Pesci piccoli - Un'agenzia. Molte idee. Poco budget - serie TV(2023)
- I soliti idioti 3 - Il ritorno, regia di Fabrizio Biggio, Martino Ferro e Francesco Mandelli (2024)

## Opere
- La mia vita è una sfiga, sarà per la prossima!, illustrazioni di Claudia Petrazzi,Alessio Russo, De Agostini, 2019, ISBN 9788851170974.